# Белоусиха (река)
Белоусиха — река в России, протекает в Кольском районе Мурманской области. Река вытекает из озера Рунгозеро на высоте 61,9 метров над уровнем моря. Устье реки находится в 13 км по левому берегу реки Воронья. Длина реки составляет 12 км, площадь водосборного бассейна 189 км².

## Данные водного реестра
По данным государственного водного реестра России относится к Баренцево-Беломорскому бассейновому округу, водохозяйственный участок реки — Воронья от гидроузла Серебрянское 1 и до устья. Речной бассейн реки — бассейны рек Кольского полуострова, впадает в Баренцево море.
Код объекта в государственном водном реестре — 02010000812101000003911.